# Klemens Konstanty Gucwa
Klemens Konstanty Gucwa, ps. „Góral”, „Gazda” (ur. 23 grudnia 1909 w Nowym Sączu, zm.  18  marca 1941 w Koszycach) – porucznik piechoty Wojska Polskiego, kurier Związku Walki Zbrojnej (ZWZ), kawaler Orderu Virtuti Militari, działacz sportowy i sportowiec.

## Życie i działalność
Urodził się w Nowym Sączu, ówczesnym mieście powiatowym Królestwa Galicji i Lodomerii, w rodzinie Józefa i Anny z domu Sówka.
W 1932, w stopniu kaprala, rozpoczął służbę nadterminową w 1 pułku strzelców podhalańskich w rodzinnym mieście. Udzielał się jako sportowiec w Klubie Sportowym Kolejowego Przysposobienia Wojskowego Sandecja Nowy Sącz i Klubie Sportowym 1 pułku strzelców podhalańskich Nowy Sącz. W 1936 został przyjęty do Szkoły Podchorążych dla Podoficerów w Bydgoszczy. Tam w czerwcu 1938 zdał maturę. Pod koniec tego roku, w związku z likwidacją bydgoskiej szkoły, został przeniesiony do Szkoły Podchorążych Piechoty w Komorowie k. Ostrowi Mazowieckiej.
Po wybuchu II wojny światowej, uczestnik polskiej wojny obronnej września 1939 r., następnie od 1940 r., działacz konspiracji niepodległościowej w ramach Związku Walki Zbrojnej (ZWZ). 
W ramach konspiracji pełnił funkcję komendanta sądeckiego odcinka Wydziału Łączności z Zagranicą ZWZ o kryptonimie „Poprad” i „Lubań” i odpowiadał za organizację oraz nadzór szlaku kurierskiego z Nowego Sącza do Budapesztu przez Krynicę, Tylicz, Muszynkę, Preszów, Koszyce. Został śmiertelnie ranny podczas misji kurierskiej próbując przekroczyć granicę polsko-słowacką. Zmarł w okolicach węgierskich Koszyc i został pochowany na tamtejszym Cmentarzu Wojennym pod fałszywym nazwiskiem Adam Oprychał, w 2016 nagrobek został wyremontowany umieszczono na nim prawdziwe nazwisko. Pośmiertnie Klemens Konstanty Gucwa został awansowany do stopnia kapitana WP i odznaczony orderem Virtuti Militari.